# Luca Vanni
Luca Vanni (Castel del Pino, Italia, 4 de junio de 1985) es un tenista profesional italiano.

## Carrera
Su mejor ranking individual es el N.º 172 alcanzado el 21 de julio de 2014, mientras que en dobles logró la posición 204 el 9 de julio de 2012.
Ha logrado hasta el momento 1 título de la categoría ATP Challenger Tour en la modalidad de dobles, así como también ha obtenido varios títulos Futures tanto en individuales como en dobles.

## Títulos (0; 0+0)

### Individuales (0)
| Leyenda                         |
| ------------------------------- |
| Grand Slam (0)                  |
| ATP World Tour Finals (0)       |
| ATP World Tour Masters 1000 (0) |
| ATP World Tour 500 (0)          |
| ATP World Tour 250 (0)          |

#### Finalista (1)
| N.º | Fecha                 | Torneo    | Superficie    | Oponente en la final | Resultado        |
| --- | --------------------- | --------- | ------------- | -------------------- | ---------------- |
| 1.  | 15 de febrero de 2015 | Sao Paulo | Tierra batida | Pablo Cuevas         | 4-6, 6-3, 6-7(4) |

## ATP Challenger Tour

### Dobles
| No. | Fecha      | Torneo             | Superficie    | Pareja        | Rival en la final               | Resultado      |
| --- | ---------- | ------------------ | ------------- | ------------- | ------------------------------- | -------------- |
| 1.  | 18.09.2011 | Challenger de Todi | Tierra batida | Stefano Ianni | Martin Fischer Alessandro Motti | 6-4, 1-6, 11-9 |